# Gora Gerasimova
Gora Gerasimova är ett berg i Antarktis. Det ligger i Västantarktis. Argentina och Storbritannien gör anspråk på området. Toppen på Gora Gerasimova är 1 389 meter över havet.
Terrängen runt Gora Gerasimova är kuperad åt nordväst, men åt sydost är den platt.  Trakten är obefolkad. Det finns inga samhällen i närheten.